# Piotr Suchowij
Piotr (Suchowienko) Suchowij (ukr.: Суховій (Суховієнко) Петро), hetman koszowy w latach 1668–69. Pochodził z lewobrzeża, kozak połtawski, pisarz Siczy Zaporoskiej.
W czasach największych sukcesów hetmana Doroszenki, jakim było zjednoczenie w 1668 roku prawo i lewobrzeżnej Ukrainy, Zaporożcy wysunęli kandydaturę Suchowija jako nowego hetmana kozackiego (co roku dochodziło do wyboru bądź przedłużenia godności hetmańskiej). Suchowij zdobył poparcie krymskich Tatarów, zgadzając się na ugodę z nimi, która de facto oznaczała oddanie Ukrainy pod protektorat Chana krymskiego.
Tatarzy i Zaporożcy byli niezadowoleni z protektoratu Turcji nad Ukrainą. Dawał on z jednej strony wsparcie Doroszence (przeciwnikowi Suchowija), ale i zmniejszał wpływ Krymu na Ukrainę.
Dzięki awanturniczej polityce Suchowija, ale i pod wpływem ofensywy wojsk polskich na prawobrzeże, Doroszenko zmuszony był porzucić lewobrzeże. Suchowij wraz z Tatarami w końcu 1668 roku pustoszył dobra Doroszenki na prawobrzeżu, ale został rozgromiony wspólnymi siłami Doroszenki i Zaprożców pod przywództwem Iwana Sirko.
W roku 1669 Suchowij ponownie napadł na Doroszenkę, ale wkrótce Tatarzy wycofali swoje poparcie i ich wojska odeszły. W lipcu jego kozacy wybrali na sobie nowego hetmana, humańskiego pułkownika Michała Chanenko, kandydaturę którego popierała Polska. Po zwycięstwie Doroszenki nad Chanenko pod Steblewem (ukr.: Стеблів), 29 października 1669 roku udał się na Krym. Dalsze jego losy nie są znane.